# Minh Nguyen-Vo
Nguyễn-Võ Nghiêm-Minh (Vietnam, 1956), conocido como Minh Nguyen-Vo, es un realizador de películas vietnamitas y estadounidenses.
Es conocido principalmente por el film: Mùa len trâu (The Buffalo Boy), con el que ganó muchos premios internacionales. Trabajó 16 años como físico en la Universidad de California antes de completar sus estudios de cinematografía en la misma institución en 1998.
Su película más reciente, Nước (2030), un largometraje ambientado en una Vietnam futurista, estuvo seleccionado como la película de la noche de apertura de la sección Panorama del 64.º Berlín Festival de cine Internacional.

## Premios
- Silver Hugo Award para nuevos directores, 40th Chicago International Film Festival (2004)
- Grand Prix, Amiens International Film Festival (2004)
- Mejor película,  Asian Marine Film Festival (2005)
- Mejor película y nominación a mejor director, 50th Asia-Pacific Film Festival (2005)
- Mejor director, Cape Town Film Festival, (2005)
- Mejor película, Vietnamese Entrepreneurs' Cultural Centre (2005)[3]
- Mejor película de lengua extranjera, Palm Springs International Film Festival (2006)[4]
- Mejor director, 15th Vietnam Film Festival (2007)[5]